# Jules Piermont
Jules Piermont est un architecte et entrepreneur belge qui a réalisé un immeuble Art nouveau dans le « Quartier des Squares » à Bruxelles.

## Immeuble de style Art nouveau
- 1902 : Boulevard Clovis, 15. Le bâtiment accueille aujourd'hui un artist-run space consacré à l'art contemporain. L'immeuble est depuis rebaptisé, le Clovis XV.

|  |  |

## Immeubles de style éclectique[1]
- 1895 : Avenue Ducpétiaux, 40 et 42
- 1896 : Rue d'Albanie, 64, 66, 68 et 70